# Hylte landskommun
Hylte landskommun var en tidigare kommun i Jönköpings län.

## Administrativ historik
Kommunen bildades vid storkommunreformen 1952 av de tidigare kommunerna Femsjö landskommun, Färgaryds landskommun och Långaryds landskommun.
Den 1 januari 1953 överfördes  två områden från Hylte landskommun till Torups landskommun i Hallands län. Det första hade 289 invånare och omfattade en areal av 5,36 km², varav 5,21 land, och överfördes från Långaryds församling. Det andra hade 164 invånare och omfattade en areal av 2,60 km², varav 2,46 land, och överfördes från Färgaryds församling.
Den 1 januari 1964 överfördes från Hylte landskommun och Långaryds församling ett obebott område, omfattande en areal av 0,02 km² land, till Villstads landskommun och församling.
Hylte landskommun ombildades den 1 januari 1971 till Hylte kommun som sedan utökades den 1 januari 1974, samtidigt som den bytte länstillhörighet till Hallands län.
Kommunkoden var 0621.

### Församlingar
I kyrkligt hänseende hörde landskommunen till församlingarna Femsjö, Färgaryd och Långaryd.

## Geografi
Hylte landskommun omfattade den 1 januari 1952 en areal av 401,74 km², varav 373,83 km² land. Efter nymätningar och arealberäkningar färdiga den 1 januari 1957 omfattade landskommunen den 1 november 1960 en areal av 402,16 km², varav 372,67 km² land.

### Tätorter i kommunen 1960
| Tätort    | Folkmängd |
| --------- | --------- |
| Hyltebruk | 2 172     |
| Landeryd  | 481       |

Tätortsgraden i kommunen var den 1 november 1960 48,6 procent.

## Politik

### Mandatfördelning i Hylte landskommun 1950-1966
|  | 18 | 15 | 3 | 3 |

| 35 |

|  | 18 | 11 | 4 | 6 |

| 35 |

| 17 | 14 | 3 | 6 |

| 34 | 6 |

| 19 | 14 | 2 | 5 |

| 33 | 7 |

| 16 | 14 | 5 | 5 |

| 34 | 6 |